# Тумэнбилэгийн Тувшинтулга
Тумэнбилэгийн Тувшинтулга (монг. Түмэнбилэгийн Түвшинтулга, р.22 января 1992) — монгольский борец вольного стиля, призёр чемпионатов мира и Азии.

## Биография
Родился в 1992 году. В 2016 году стал бронзовым призёром чемпионата Азии. В 2018 году завоевал бронзовую медаль чемпионата мира.